# سي إس آي: فيغاس
سي إس آي: فيغاس (بالإنجليزية: CSI: Vegas)‏ هو مسلسل جريمة أمريكي عرض على قناة سي بي إس في 6 أكتوبر 2021. المسلسل من بطولة بولا نيوسوم، مات لوريا، ميل رودريغيز، جورجا فوكس ووليام بيترسين.

## روابط خارجية
سي إس آي: فيغاس على موقع IMDb (الإنجليزية)
- سي إس آي: فيغاس على موقع ميتاكريتيك (الإنجليزية)
- سي إس آي: فيغاس على موقع روتن توميتوز (الإنجليزية)
- سي إس آي: فيغاس على موقع فيلمافينيتي (الإسبانية)
- سي إس آي: فيغاس على موقع كينوبويسك (الروسية)
- سي إس آي: فيغاس على موقع ألو سيني (الفرنسية)
- سي إس آي: فيغاس على موقع قاعدة بيانات الفيلم (الإنجليزية)